# Bevtoft
Bevtoft ist ein Ort mit 730 Einwohnern (1. Januar 2023) im Südosten der süddänischen Haderslev Kommune. Bevtoft befindet sich (Luftlinie) etwa 6 km westlich von Over Jerstal, 8 km südwestlich von Vojens, 9 km östlich von Toftlund und 18,5 km südwestlich von Haderslev im Bevtoft Sogn.

## Geschichte
Im 12. Jahrhundert wurde in der heutigen Ortsmitte von Bevtoft eine Kirche gebaut. Das Dorf Bevtoft wird um 1330 als Bethætoft erwähnt, 150 Jahre später hatte es den Namen Beuetoft, aus diesem Namen entwickelte sich der heutige Ortsname Bevtoft.
1907 wurde ein kleines Kraftwerk gebaut, welches durch eine Wassermühle an dem Fluss Gels Å angetrieben wurde. Nach 15-jährigem Betrieb wurde die Nachfrage nach Elektrizität jedoch zu hoch und das zu klein gewordene Kraftwerk wurde geschlossen.
1908 wurde in Bevtoft von der dänischsprachigen Bevölkerung des Ortes ein Gemeindehaus gebaut. Als Nordschleswig nach der Volksabstimmung 1920 wieder zu Dänemark gehörte, wurde ein großes Fest im Gemeindehaus gefeiert. 1912 wurde in Bevtoft eine Schule errichtet.
1930 hatte Bevtoft 288 Einwohner, 1955 waren es 381 und 1960 hatte der Ort 401 Einwohner. Zu dieser Zeit lebten die meisten Bewohner von der Landwirtschaft. Mit der Zeit hatte sich der Ort jedoch weiter entwickelt. So gab es 1960 unter anderem ein Postamt, eine Sparkasse, ein Gasthaus und viele weitere Geschäfte.

## Sehenswürdigkeiten
Im Zentrum des Ortes liegt die Bevtoft Kirke. Die im 12. Jahrhundert aus Granitquadern errichtete romanische Kapelle wurde um 1200 zur Pfarrkirche ausgebaut. Der Turm wurde in spätgotischer Zeit angebaut. Im gewölbten Chor befindet sich ein Altarretabel, das aus einem barocke Gemälde mit gotischen Schnitzfiguren, die vermutlich aus einem oder mehreren älteren Retabel stammen, kombiniert sind. Das flachgedeckte Kirchenschiff beherbergt einen romanischen Taufstein, ein Triumphkreuz aus dem 13. Jahrhundert und eine barocke Kanzel, deren Schalldeckel von ein Kruzifix von 1425 angebracht ist.
Im Jahre 1922 wurde in Erinnerung an die Wiedervereinigung Nordschleswigs mit Dänemark nach der Volksabstimmung in Schleswig 1920 gegenüber der Bevtoft Kirke ein Wiedervereinigungsstein (dänisch genforeningssten) aufgestellt. Eingemeißelt sind die Worte, welche Hans Andersen Krüger im Kampf um die dänische Identität oft verwendet hatte: „Vi ere danske og vil vedblive at være danske“ (deutsch Wir sind Dänen und wir werden Dänen bleiben).

## Bekannte Einwohner
- Hans Andersen Krüger (* 1816; † 1881), deutsch-dänischer Reichstagsabgeordneter, wurde im Bevtoft Kro geboren, nach ihm ist der Krügersvej in Bevtoft benannt

## Bilder

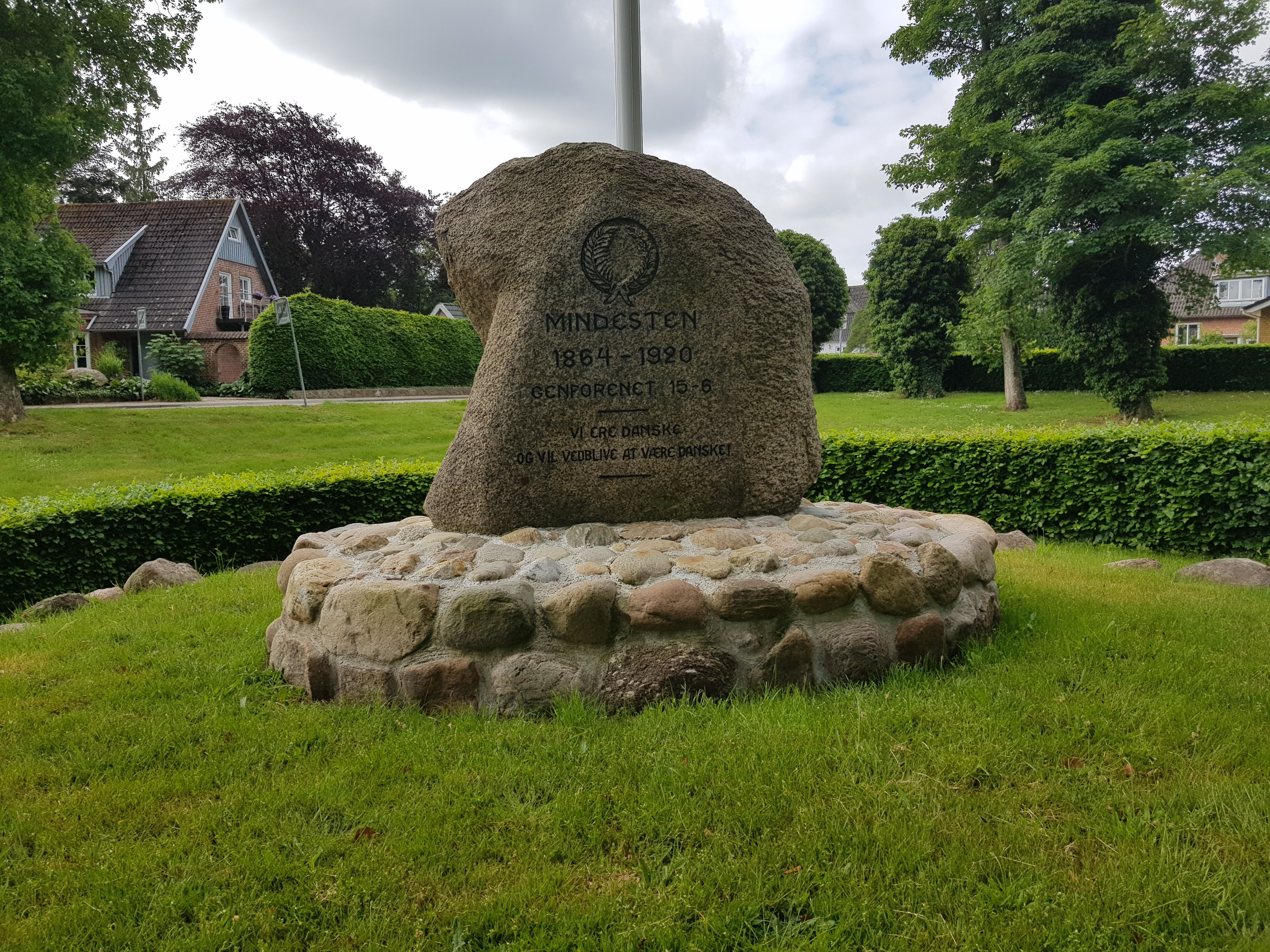
Wiedervereinigungsstein in Bevtoft
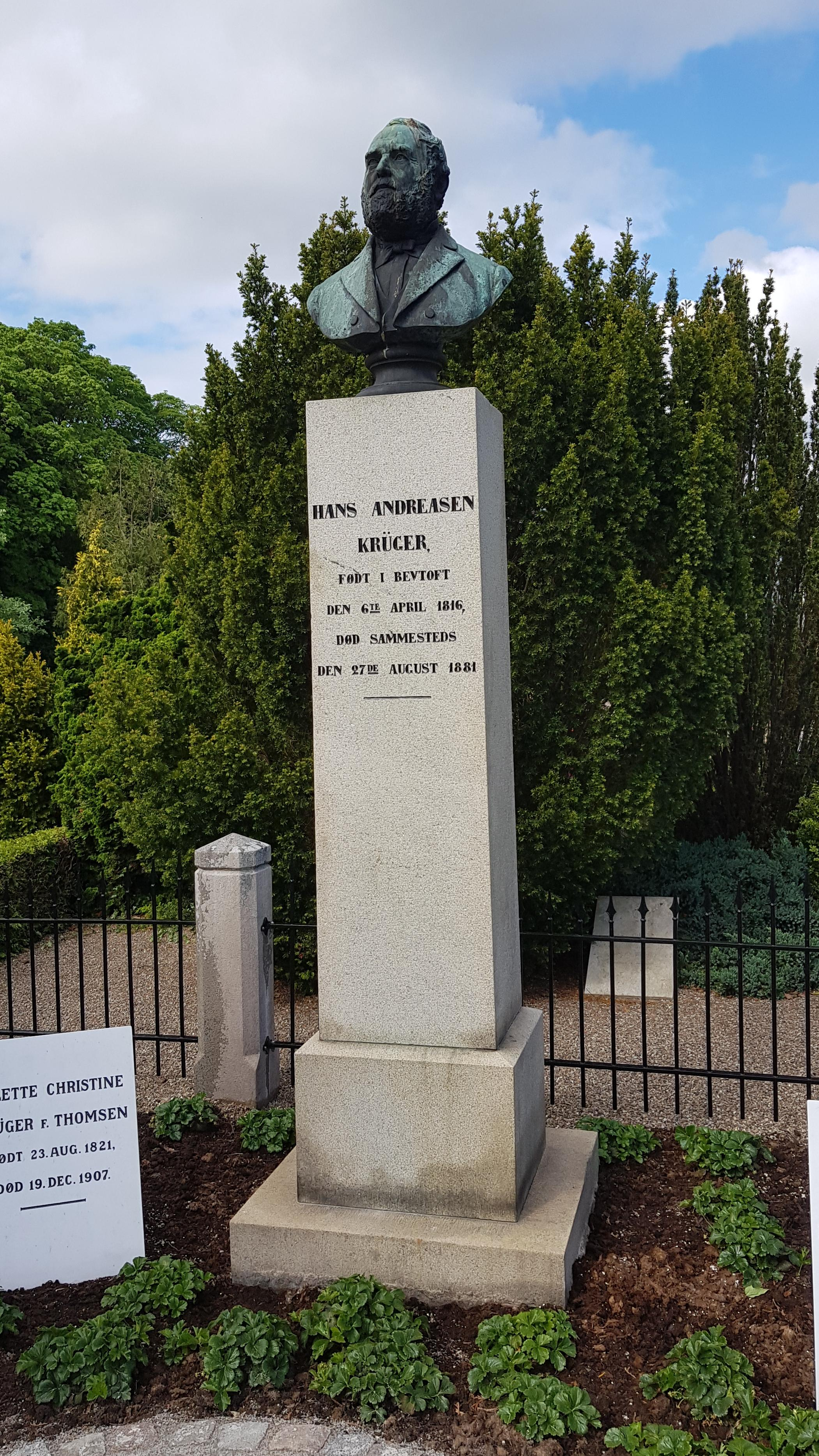
Grabstein für Hans Andersen Krüger vor der Kirche
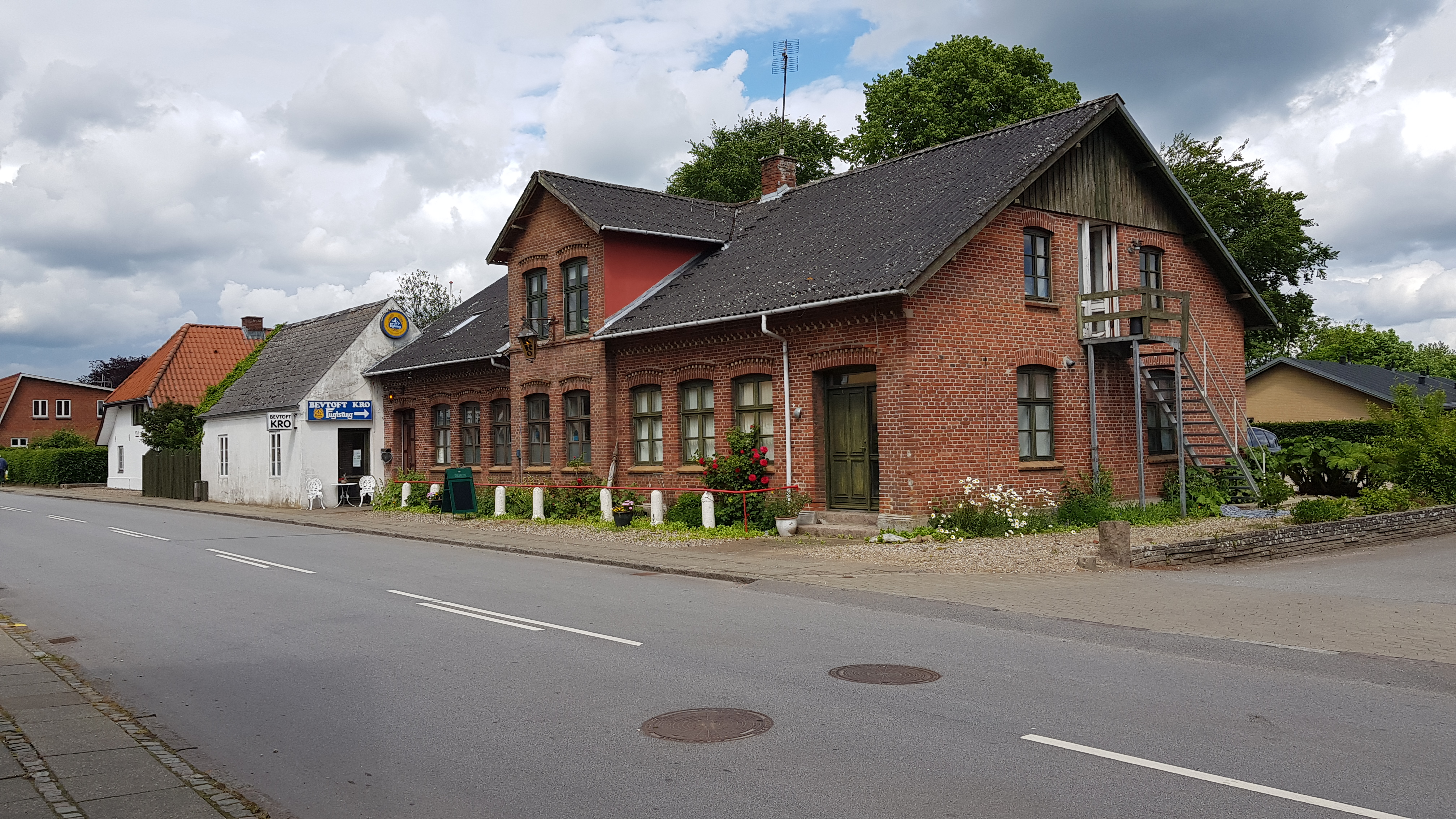
Bevtoft Kro
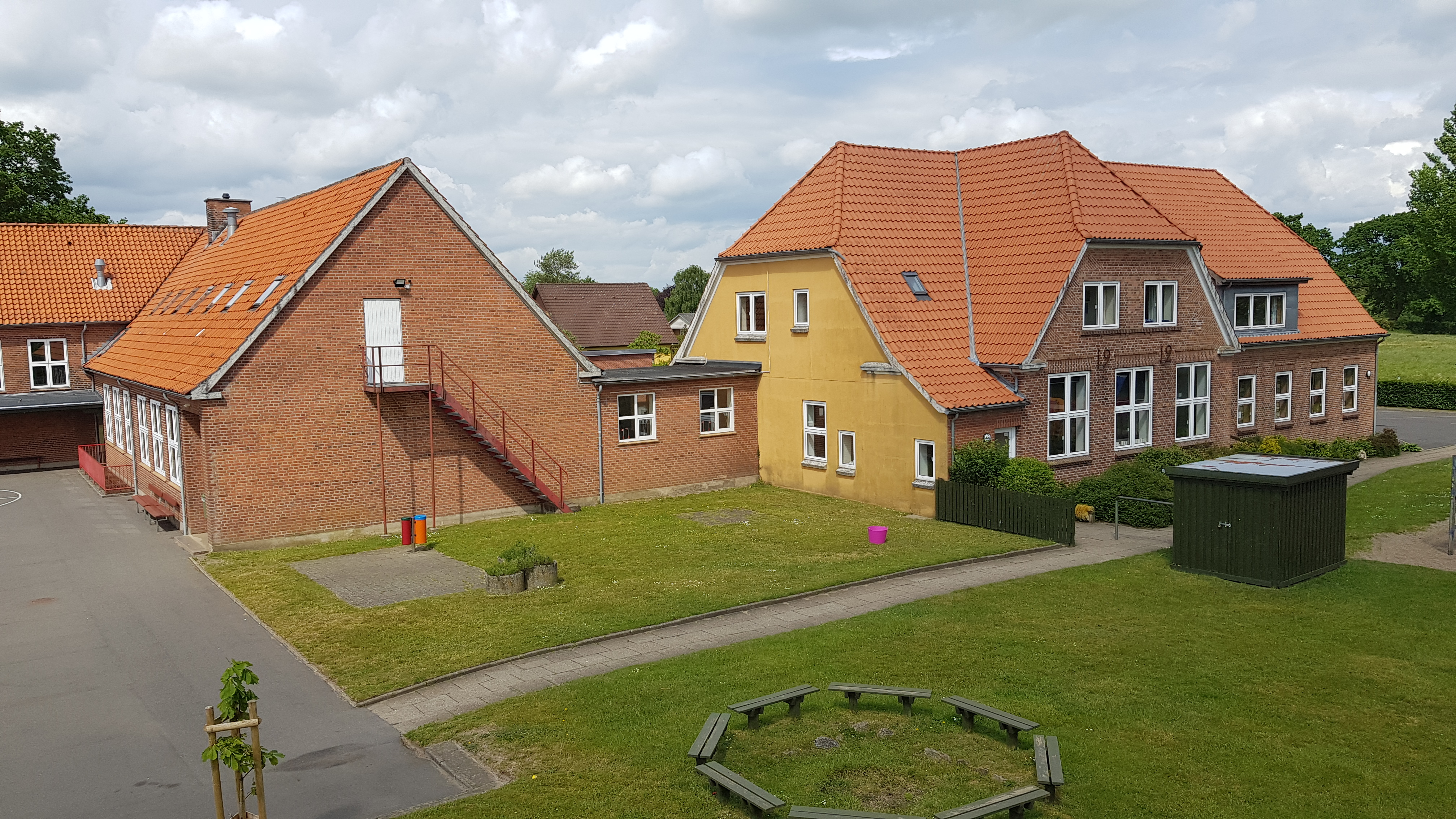
Bevtoft Skole